# Mala Vîska
Mala Vîska (în ucraineană Мала Виска) este orașul raional de reședință al raionului Mala Vîska din regiunea Kirovohrad, Ucraina. În afara localității principale, mai cuprinde și satul Krasnopilka.

## Demografie
Componența lingvistică a orașului Mala Vîska
     Ucraineană (96,67%)
     Rusă (2,88%)
     Alte limbi (0,3%)
Conform recensământului din 2001, majoritatea populației orașului Mala Vîska era vorbitoare de ucraineană (96,67%), existând în minoritate și vorbitori de rusă (2,88%).